# Voo Voo
Voo Voo – polski zespół muzyczny założony w 1985 roku.
Voo Voo gra zróżnicowaną muzykę, opierającą się głównie na połączeniu rocka z folkiem różnych kultur i dużej ilości improwizacji. Ostatnio w ich twórczości pojawiły się także elementy współczesnych gatunków muzycznych, takich jak drum and bass, hip-hop czy nu jazz.
Nazwa grupy pochodzi od inicjałów jej założyciela i lidera, Wojciecha Waglewskiego („W. W.” zapisane zgodnie z zasadami fonetyki języka angielskiego).
Z grupą związany jest aktywnie działający fanklub „Wannolot”, który wydaje płyty dostępne dla fanów zespołu zawierające nagrania koncertowe, wywiady czy utwory zespołu niedostępne w oficjalnych wydawnictwach.

## Historia grupy

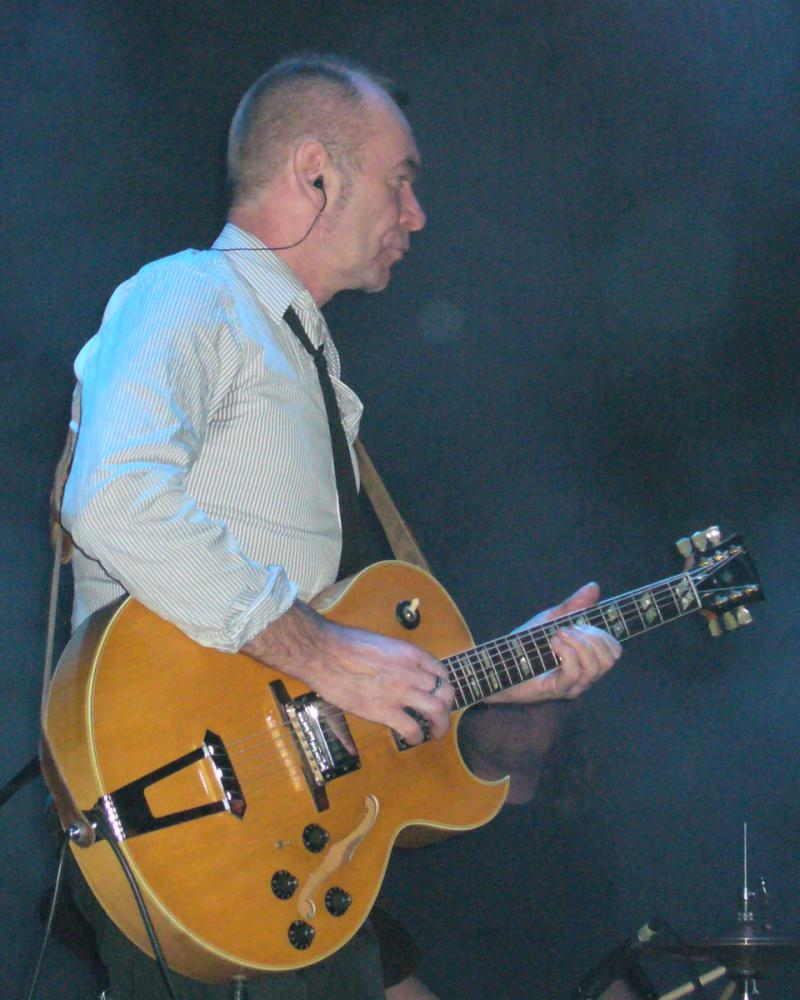
Wojciech Waglewski – lider zespołu Voo Voo

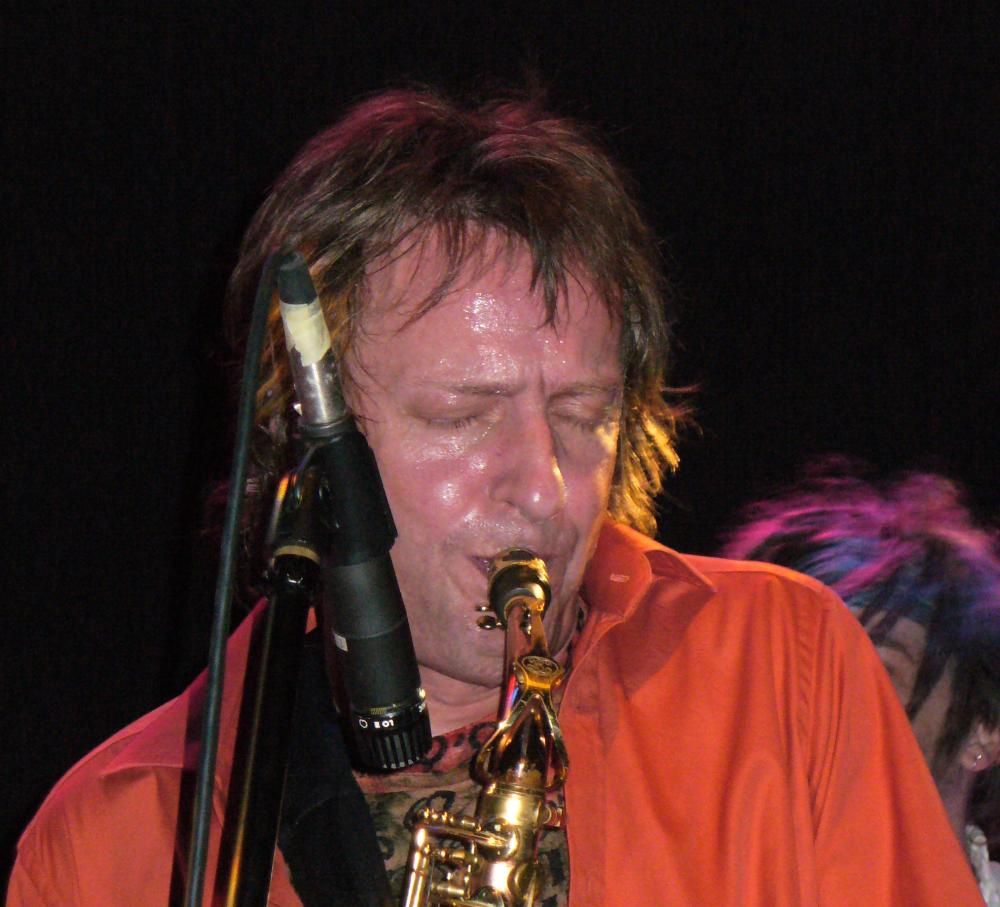
Mateusz Pospieszalski – członek zespołu Voo Voo

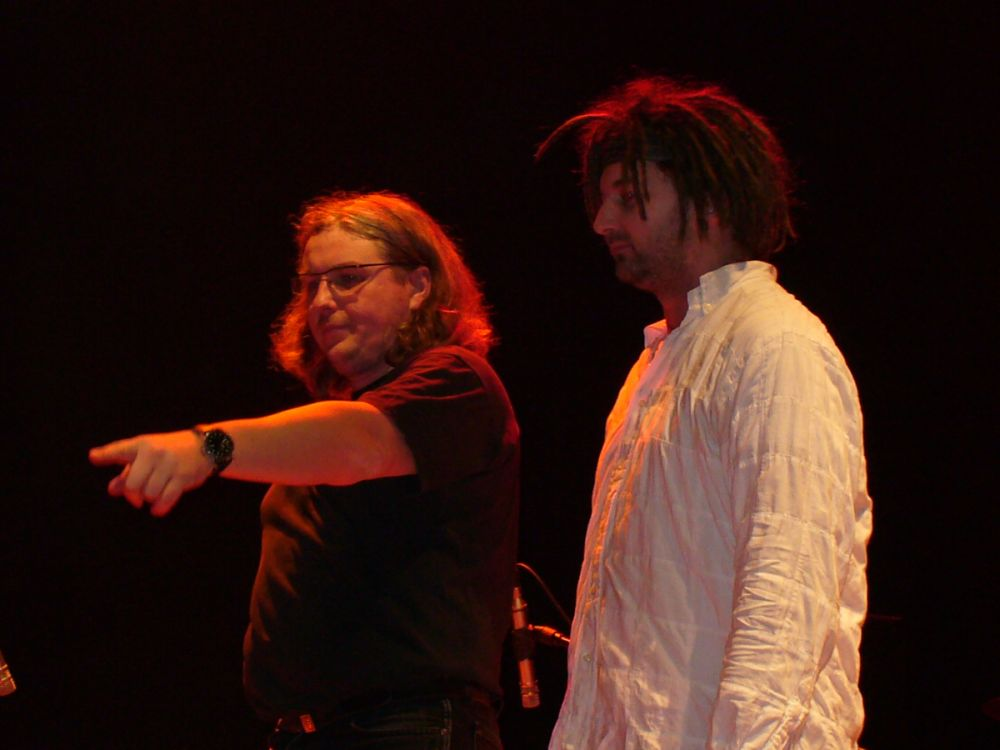
Piotr Żyżelewicz i Karim Martusewicz – członkowie zespołu Voo Voo

Zespół powstał w 1985 r. z większości członków grupy Morawski Waglewski Nowicki Hołdys. Pierwszy skład Voo Voo stanowili Wojciech Waglewski, Andrzej Nowicki (gitara basowa), Wojciech Morawski (perkusja) i Milo Kurtis (instrumenty perkusyjne i trąbka). Na pierwszych koncertach, jeszcze w 1985 r., Morawskiego zastąpił Marek Czapelski, i z takim składem zespół zadebiutował na festiwalu w Jarocinie.
Wkrótce z zespołu odeszli Nowicki, Kurtis i Czapelski, a na ich miejsce trafili bracia Jan Pospieszalski, grający na gitarze basowej i kontrabasie, Mateusz Pospieszalski (saksofon) oraz Andrzej Ryszka (Tie Break, ex-Krzak). Na początku lat 90. Andrzeja Ryszkę zastąpił za perkusją Piotr „Stopa” Żyżelewicz i pozostał perkusistą Voo Voo aż do swojej śmierci 12 maja 2011.
W 1997 r. grupa brała udział w kampanii wyborczej AWS. W roku 1998 z zespołu odszedł Jan Pospieszalski, który zaczął się zajmować pracą w mediach, a jego miejsce zajął Karim Martusewicz.

## Zespół i współpracownicy
Obecnie w Voo Voo grają:
- Wojciech Waglewski – gitara, śpiew – autor tekstów, kompozytor, aranżer, lider zespołu
- Mateusz Pospieszalski – saksofony, flet, klarnet basowy, instrumenty klawiszowe, akordeon, śpiew – kompozytor, aranżer
- Karim Martusewicz – kontrabas, gitara basowa – kompozytor, aranżer
- Michał Bryndal – perkusja

Na różnych płytach współpracowali z nimi między innymi Fiolka, Mamadou Diouf, „Ziut” Gralak, Anna Maria Jopek, Urszula Dudziak, Trebunie-Tutki, DJ MAD, Fisz, a na płycie Flota zjednoczonych sił pojawiła się cała plejada znanych wykonawców.
Voo Voo chętnie nawiązuje tego typu współpracę, a poszczególni muzycy zespołu często pojawiają się w różnych rolach (także producentów i aranżerów) na płytach innych artystów. Jeden z najbardziej oryginalnych projektów to udział w sztuce teatralnej z Janem i Marią Peszek. Za sprawą Mirosława Olszówki, menedżera zespołu, na scenie nieraz pojawiali się mimowie (w tym także on sam).
Waglewski i Pospieszalski występują czasem w duecie akustycznym jako Wagiel&Mateo.
Stroną plastyczną Voo Voo zajmuje się Jarosław Koziara, artysta z Lublina. Jego dziełem są zarówno okładki płyt, scenografia koncertów, jak i land-art z elementami nawiązującymi do liter „V” i „O”.

## Twórczość
Twórczość zespołu przechodziła ewolucję od początkowo mrocznych i surrealistycznych obrazów w warstwie tekstowej, okraszonych podobną muzyką, do coraz pogodniejszych i bardziej dynamicznych klimatów.
Muzyka Voo Voo sięgała nieraz do żywiołowych, graniczących z transem rytmów, zapożyczonych z różnych gatunków muzycznych. Choć zespół łączy je ze sobą, poszczególne płyty mają jednak zwykle jakiś dominujący styl.
W tekstach przeważa proste słownictwo, nawiązujące do mowy potocznej, ale jednocześnie są one pełne gier i zabaw językowych, a treść dotyczy często przeżyć egzystencjalnych i metafizycznych. Pod tym względem są bliskie utworom Lecha Janerki czy zespołu Raz, Dwa, Trzy, z którymi zresztą wielokrotnie koncertowali. Sam Waglewski uważa, że ważniejsza jest muzyka, a pisanie tekstów traktuje jako dodatek do niej.

## Działalność koncertowa
W opinii wielu słuchaczy Voo Voo najlepiej sprawdza się na koncertach. W szczytowym okresie działalności koncertowej, pod koniec lat 80. dawał ich 300 rocznie. Z biegiem lat liczba koncertów pozostawała wysoka, jednak coraz więcej z nich odbywało się nie pod szyldem samego Voo Voo: jako duety Waglewski-Pospieszalski, spektakle Muzyka ze słowami, trasy z Martyną Jakubowicz czy Trebuniami-Tutkami.
Tradycją stały się występy pod koniec roku w warszawskim Teatrze Małym oraz latem na zamku w Janowcu.
Niektóre z zarejestrowanych koncertów:
- Letnia Zadyma w Środku Zimy – płyta
- W kamieniołomach w Kazimierzu nad Wisłą – rejestracja telewizyjna
- Koncert w ramach Festiwalu Teatralnego Malta – rejestracja telewizyjna.

## Dyskografia

### Albumy studyjne
| Rok                            | Tytuł                                                                             | Pozycja na liście | Certyfikat ZPAV |
| Rok                            | Tytuł                                                                             | POL               | Certyfikat ZPAV |
| ------------------------------ | --------------------------------------------------------------------------------- | ----------------- | --------------- |
| 1986                           | Voo Voo - Data: 6 października 1986 - Wydawca: Pronit                             | –                 |                 |
| 1987                           | Sno-powiązałka - Data: 4 maja 1987 - Wydawca: Pronit                              | –                 |                 |
| 1989                           | Z środy na czwartek - Data: 16 października 1989 - Wydawca: Polskie Nagrania Muza | –                 |                 |
| 1991                           | Zespół gitar elektrycznych - Data: 6 czerwca 1991 - Wydawca: Digiton              | –                 |                 |
| 1993                           | Łobi jabi - Data: 4 października 1993 - Wydawca: Tonpress                         | –                 |                 |
| 1994                           | Zapłacono - Data: 14 listopada 1994 - Wydawca: Polton                             | –                 |                 |
| 1995                           | Rapatapa-to-ja - Data: 4 grudnia 1995 - Wydawca: Polton                           | –                 |                 |
| 1997                           | Flota zjednoczonych sił - Data: 5 maja 1997 - Wydawca: Polton                     | –                 |                 |
| 1998                           | Oov Oov - Data: 7 września 1998 - Wydawca: Music Corner Records                   | –                 |                 |
| 2001                           | Płyta z muzyką - Data: 12 lutego 2001 - Wydawca: Sony Music                       | 1                 |                 |
| 2002                           | Płyta - Data: 18 lutego 2002 - Wydawca: Sony Music                                | 5                 |                 |
| 2003                           | Voo Voo z kobietami - Data: 13 października 2003 - Wydawca: Sony Music            | 8                 |                 |
| 2005                           | XX Cz.1 - Data: 17 marca 2005 - Wydawca: Sony BMG                                 | 15                |                 |
| 2006                           | 21 - Data: 17 marca 2006 - Wydawca: Pomaton EMI                                   | 6                 |                 |
| 2008                           | Samo Voo Voo - Data: 10 października 2008 - Wydawca: EMI Music Poland             | 12                |                 |
| 2010                           | Wszyscy muzycy to wojownicy - Data: 16 listopada 2010 - Wydawca: Mystic           | 20                |                 |
| 2012                           | Nowa płyta - Data: 19 października 2012 - Wydawca: Agora SA                       | –                 |                 |
| 2014                           | Dobry wieczór - Data: 24 października 2014 - Wydawca: ART2 Music                  | 13                | - złota płyta   |
| 2015                           | Placówka ’44 - Data: 24 lipca 2015 - Wydawca: Agora SA                            | 11                |                 |
| 2017                           | 7 - Data: 7 marca 2017 - Wydawca: ART2 Music                                      | 4                 | - złota płyta   |
| 2019                           | Za niebawem - Data: 15 lutego 2019 - Wydawca: Agora SA                            | 4                 |                 |
| 2020                           | Anawa 2020 - Data: 23 października 2020 - Wydawca: Narodowe Centrum Kultury       | 13                |                 |
| 2022                           | Premiera - Data: 28 października 2022 - Wydawca: Agora SA                         | 16                |                 |
| „–” pozycja nie była notowana. |                                                                                   |                   |                 |

#### Małe Wu Wu
| Rok                            | Tytuł                                                                                        | Pozycja na liście | Certyfikat ZPAV |
| Rok                            | Tytuł                                                                                        | POL               | Certyfikat ZPAV |
| ------------------------------ | -------------------------------------------------------------------------------------------- | ----------------- | --------------- |
| 1988                           | Małe Wu Wu - Data: 8 sierpnia 1988 - Wydawca: Polskie Nagrania Muza                          | –                 |                 |
| 1991                           | Tam tam i tu - Data: 1991 - Wydawca: Zic Zac                                                 | –                 |                 |
| 2007                           | Małe Wu Wu śpiewa wiersze ks. Jana Twardowskiego - Data: 12 grudnia 2007 - Wydawca: Agora SA | –                 | - złota płyta   |
| „–” pozycja nie była notowana. |                                                                                              |                   |                 |

#### Trebunie-Tutki + Voo Voo-nootki
| Rok                            | Tytuł                                                                    | Pozycja na liście | Certyfikat ZPAV |
| Rok                            | Tytuł                                                                    | POL               | Certyfikat ZPAV |
| ------------------------------ | ------------------------------------------------------------------------ | ----------------- | --------------- |
| 2007                           | Tischner (oraz Trebunie-Tutki) - Data: 12 marca 2007 - Wydawca: Agora SA | –                 | - złota płyta   |
| „–” pozycja nie była notowana. |                                                                          |                   |                 |

#### Voo Voo i Haydamaky
| Rok                            | Tytuł                                                          | Pozycja na liście | Certyfikat ZPAV |
| Rok                            | Tytuł                                                          | POL               | Certyfikat ZPAV |
| ------------------------------ | -------------------------------------------------------------- | ----------------- | --------------- |
| 2009                           | Voo Voo i Haydamaky - Data: 4 czerwca 2009 - Wydawca: Agora SA | 39                | - złota płyta   |
| „–” pozycja nie była notowana. |                                                                |                   |                 |

### Albumy koncertowe
| Rok                            | Tytuł                                                                                          | Pozycja na liście |
| Rok                            | Tytuł                                                                                          | POL               |
| ------------------------------ | ---------------------------------------------------------------------------------------------- | ----------------- |
| 1987                           | Koncert - Data: 2 lutego 1987 - Wydawca: Polton                                                | –                 |
| 1994                           | Koncert w Łodzi - Data: 1994 - Wydawca: Loud Out                                               | –                 |
| 1999                           | Koncert w Trójce - Data: 11 października 1999 - Wydawca: Pomaton                               | –                 |
| 2002                           | Muzyka ze słowami - Data: 2 września 2002 - Wydawca: Sony Music                                | –                 |
| 2004                           | Trójdźwięki - Data: 10 grudnia 2004 - Wydawca: Sony Music                                      | 33                |
| 2006                           | Koncert w Janowcu - Data: 28 sierpnia 2006 - Wydawca: Kiton Art                                | –                 |
| 2007                           | Trójka Live! - Data: 21 listopada 2007 - Wydawca: 3 Sky Media                                  | –                 |
| 2010                           | Przystanek Woodstock 2004 i 2009 (2DVD) - Data: 10 kwietnia 2010 - Wydawca: Złoty Melon        | –                 |
| 2010                           | Najmniejszy koncert świata (DVD) - Data: 22 października 2010 - Wydawca: Agora SA              | –                 |
| 2016                           | Suwałki Blues Festival 2015 – Bielszy Odcień Bluesa - Data: 8 lipca 2016 - Wydawca: ART2 Music | –                 |
| „–” pozycja nie była notowana. |                                                                                                |                   |

### Kompilacje
| Rok                            | Tytuł                                                                                              | Pozycja na liście |
| Rok                            | Tytuł                                                                                              | POL               |
| ------------------------------ | -------------------------------------------------------------------------------------------------- | ----------------- |
| 2000                           | Różne piosenki - Data: 1 sierpnia 2000 - Wydawca: Agencja Artystyczna MTJ                          | –                 |
| 2007                           | Gwiazdy polskiej muzyki lat 80. - Data: 27 listopada 2007 - Wydawca: TMM Polska, Planeta Marketing | –                 |
| 2021                           | Nabroiło się (1986–2021) - Data: 21 kwietnia 2021 - Wydawca: ART2 Music                            | 18                |
| „–” pozycja nie była notowana. | |                   |

### Ścieżki dźwiękowe
| Rok  | Tytuł                                                                     |
| ---- | ------------------------------------------------------------------------- |
| 1990 | Muzyka do filmu Seszele - Data: 5 marca 1990 - Wydawca: Poljazz           |
| 1991 | Mimozaika - Data: 14 października 1991 - Wydawca: Jam                     |
| 1992 | Zaćmienie Piątego Słońca - Data: 6 kwietnia 1992 - Wydawca: Pomaton       |
| 1999 | Kalejdoskop - Data: 8 listopada 1999 - Wydawca: Music Corner Records      |
| 2002 | Tytus, Romek i A’Tomek wśród złodziei marzeń - Data: 2002 - Wydawca: Sony |

### Single
| 1985                           | Wizyta I/Faza II                        | –     | –  |
| 1985                           | Faza III/Faza IV                        | 22/–  | –  |
| 1987                           | Gdy będę miał dzwon                     | –     | –  |
| 1994                           | Czajnik / Posypałka                     | 33/27 | –  |
| 1995                           | Tribute to Eric Clapton/Voo Voo         | –     | –  |
| 1995                           | Rapatapa-to-ja                          | 37    | –  |
| 1995                           | Nie spać / Bisz bosz                    | –     | –  |
| 1998                           | Cudnie                                  | 27    | –  |
| 1998                           | Wzgórze                                 | –     | 33 |
| 1998                           | Karnawał – pozytywne myślenie           | –     | –  |
| 2000                           | Wyluzuj czapkę                          | –     | –  |
| 2000                           | Nabroiło się                            | 8     | 44 |
| 2001                           | Dziury w całym                          | –     | –  |
| 2001                           | Dwójnia                                 | 28    | –  |
| 2002                           | Zejdź ze mnie                           | 17    | 55 |
| 2002                           | Be                                      | –     | –  |
| 2002                           | Omal nie pękła łepetyna                 | –     | –  |
|                                | Czas pomyka I                           | 5     | –  |
|                                | Bo Bóg dokopie                          | 31    | –  |
| 2005                           | Nie muszę musieć                        | 12    | –  |
| 2006                           | Kieszenie pełne słońca                  | –     | –  |
| 2006                           | Zbiera mi się                           | –     | –  |
| 2006                           | Bang, Bang                              | –     | –  |
| 2006                           | F-1                                     | 33    | –  |
| 2006                           | Uśmiech                                 | –     | –  |
| 2007                           | Filozofia dramatu                       | –     | –  |
| 2007                           | Kubek                                   | –     | –  |
| 2009                           | Wyszła młoda                            | –     | –  |
| 2010                           | Zbroja                                  | 46    | –  |
| 2010                           | Osioł                                   | 20    | –  |
| 2011                           | To co zostanie                          | 12    | –  |
| 2012                           | Pierwszy raz                            | 26    | –  |
| 2014                           | Po godzinach                            | 15    | –  |
| 2014                           | Dobry wieczór                           | 14    | –  |
| 2014                           | Gdybym                                  | 1     | –  |
| 2018                           | Się poruszam 1                          | 4     | –  |
| 2019                           | Takie tam                               | 17    | –  |
| 2019                           | Nocą                                    | –     | –  |
| 2020                           | Zadymka (gościnnie: Katarzyna Nosowska) | –     | –  |
| „–” pozycja nie była notowana. |                                         |       |    |

### Inne
| Rok  | Tytuł                                                                                    |
| ---- | ---------------------------------------------------------------------------------------- |
| 1988 | Radio nieprzemakalnych (R/W) - Data: 1988 - Wydawca: Wifon                               |
| 1989 | Letnia zadyma w środku zimy - Data: 1989 - Wydawca: Veriton                              |
| 1993 | Takie moje wędrowanie (oraz Antonina Krzysztoń) - Data: 1993 - Wydawca: EMI Music Poland |
| 1995 | Tribute to Eric Clapton (R/W) - Data: 1995 - Wydawca: Polton                             |
| 2005 | Tylko Dylan (oraz Martyna Jakubowicz) - Data: 27 marca 2005 - Wydawca: Sony BMG          |

## Nagrody i wyróżnienia
| Rok  | Kategoria                   | Tytułem                     | Nagroda         | Nota       | Źródło |
| ---- | --------------------------- | --------------------------- | --------------- | ---------- | ------ |
| 2010 | Wirtualne Gęśle             | Voo Voo i Haydamaky         | Wirtualne Gęśle | Laur       | [ 34 ] |
| 2011 | Album roku rock             | Wszyscy muzycy to wojownicy | Fryderyki 2011  | Nominacja  | [ 35 ] |
| 2015 | Album roku – muzyka korzeni | Dobry wieczór               | Fryderyki 2015  | Laur       | [ 36 ] |
| 2016 | Album roku rok              | Placówka 44                 | Fryderyki 2016  | Nominacja  | [ 37 ] |
| 2023 | Płyta roku 2022 (Polska)    | Premiera                    | Teraz Rock      | 9. miejsce | [ 38 ] |
| 2023 | Album roku rock             | Premiera                    | Fryderyki 2023  | Nominacja  | [ 39 ] |